# All Out 2021
All Out 2021 è stata la terza edizione dell'omonimo evento in pay-per-view prodotto annualmente dalla All Elite Wrestling e si è svolto il 5 settembre 2021 alla Now Arena di Hoffman Estates Illinois. L'evento ha visto l'esordio in AEW di Ruby Soho, la leggenda giapponese Minoru Suzuki, Adam Cole e Bryan Danielson. Inoltre sono tornati a combattere CM Punk (dopo oltre sette anni) e Paul Wight.

## Storyline
Dopo il suo debutto a Revolution, Christian Cage, si presentò nel seguente episodio di Dynamite, dichiarò che il suo obiettivo era vincere il titolo mondiale e nella stessa serata, si è trovò faccia a faccia con l'AEW World Champion Kenny Omega. Nei mesi successivi, collezionò vittorie, rimanendo imbattuto nei match singoli, fino a raggiungere la posizione numero uno del ranking e di conseguenza, fu annunciato un match titolato per All Out Inoltre, i due si sfidarono nel primo episodio di Rampage, con in palio l'Impact World Championship, in un match vinto da Cage
A partire da luglio 2021, iniziarono a circolare voci secondo cui CM Punk, ritiratosi nel 2014, aveva firmato con la All Elite Wrestling. Oltre ai rumor, sia la federazione che Punk non smentirolo le presunte trattative, anzi, iniziarono a nomiarlo implicitamente, come a Fight for the Fallen, il 28 luglio, quando Darby Allin annunciò di voler affrontare il "Best in the World" (soprannome utilizzato da Punk) Il 20 agosto, a Rampage - The First Dance CM Punk debuttò in AEW e sfidò Allin ad un match per All Out.
A Full Gear 2020, MJF batté Chris Jericho ed entrò (insieme al suo bodyguard Wardlow) nell'Inner Circle, stable capitanata da Jericho (e composta da Sammy Guevara, Jake Hager, Santana & Ortiz). Tuttavia, nell'episodio di Dynamite del 10 marzo 2021, MJF tradì l'Inner Circle e rivelò che stava segretamente costruendo il suo gruppo, il The Pinnacle (composto da Shawn Spears, Wardlow, Dax Harwood e Cash Wheeler e il manager Tully Blanchard). I due gruppi iniziarono una brutale faida che continuò nei mesi successivi. A Road Rager del 7 luglio, MJF dichiarò che se Jericho avesse voluto un match contro di lui, sarebbe stato costretto ad affrontare quattro lottatori scelti da lui, in una serie di incontri soprannominati "Labors of Jericho" (le fatiche di Jericho). Jericho batté tutti gli avversari scelti da MJF (Shawn Spears, Nick Gage, Juventud Guerrera e Wardlow), e ha affrontato MJF a Dynamite il 18 agosto, ma fu sconfitto. Nel seguente episodio di Dynamite, Jericho sfidò ancora una volta MJF, mettendo in palio la sua carriera.
Dopo che gli Young Bucks mantennero l'AEW World Tag Team Championship contro Jungle Boy e Luchasaurus nella puntata di Dynamite del 18 agosto, fu annunciato che avrebbero difeso il titolo in uno steel cage match e i loro sfidanti sarebbero stati determinati da un torneo che coinvolse i Jurassic Express, i Private Party, i Varsity Blonds e i Lucha Brothers (Penta El Zero Miedo e Rey Fenix). Nella puntata di Rampage del 27 agosto, i Lucha Brothers sconfissero i Jurassic Express e vinsero il torneo.
Completano la card, il 10-men tag team match tra Orange Cassidy, Chuck Taylor, Wheeler Yuta, Jungle Boy e Luchasaurus (con Marko Stunt) contro Matt Hardy, Isiah Kassidy, Marq Quen, Angélico e Jack Evans, che si svolgerà nel buyin, la Women's casino battle royale, l'esordio su un ring della AEW di Paul Wight contro QT Marshall, Britt Baker contro Kris Statlander con in palio l'AEW Women's World Championship, Jon Moxley contro la leggenda giapponese Satoshi Kojima e Miro contro Eddie Kingston con in palio il TNT Championship.
Era inizialmente previsto il match Pac contro Andrade El Idolo, ma fu cancellato per problemi relativi allo spostamento degli atlteti coinvolti, ma come annunciato dal presidente Tony Khan, verrà svolto in seguito in un episodio di Rampage.

## Risultati
| #     | Match | Stipulazioni                                                                  | Durata |
| ----- | --- | ----------------------------------------------------------------------------- | ------ |
| BuyIn | Orange Cassidy, Chuck Taylor, Wheeler Yuta, Jungle Boy e Luchasaurus (con Marko Stunt) hanno sconfitto Matt Hardy, Isiah Kassidy, Marq Quen, Angélico e Jack Evans | 10-men tag team match                                                         | 9:25   |
| 1     | Miro (c) ha sconfitto Eddie Kingston | Single match per il TNT Championship                                          | 13:22  |
| 2     | Jon Moxley ha sconfitto Satoshi Kojima | Single match                                                                  | 11:50  |
| 3     | Britt Baker (c) (con Rebel) ha sconfitto Kris Statlander per sottomissione                                                                                         | Single match per l'AEW Women's World Championship                             | 11:34  |
| 4     | Lucha Brothers (con Alex Abrahantes) hanno sconfitto gli Young Bucks (c) (con Brandon Cutler)                                                                      | Steel cage tag team match per l'AEW World Tag Team Championship               | 22:05  |
| 5     | Ruby Soho ha vinto eliminando per ultima Thunder Rosa | Women's casino battle royale                                                  | 22:00  |
| 6     | Chris Jericho ha sconfitto MJF per sottomissione | Single match. In caso di sconfitta, Jericho sarebbe stato costretto al ritiro | 19:30  |
| 7     | CM Punk ha sconfitto Darby Allin (con Sting) | Single match                                                                  | 16:40  |
| 8     | Paul Wight ha sconfitto QT Marshall (con Nick Comoroto e Aaron Solo)                                                                                               | Single match                                                                  | 3:10   |
| 9     | Kenny Omega (c) (con Don Callis) ha sconfitto Christian Cage | Single match per l'AEW World Championship                                     | 21:20  |

### Tag Team Tournament
Il tag team vincitore, avrà un'opportunità per l'AEW World Tag Team Championship
|  | Semifinali                                  | Semifinali                                  | Semifinali     |                |                  | Finale           | Finale | Finale |  |
|  |                                             |                                             |                |                |                  |                  |        |        |  |
|  | Private Party                               | Private Party                               | 10:05          |                |                  |                  |        |        |  |
|  | Private Party                               | Private Party                               | 10:05          |                |                  |                  |        |        |  |
|  | Jurassic Express (Jungle Boy e Luchasaurus) | Jurassic Express (Jungle Boy e Luchasaurus) | Pin            |                |                  |                  |        |        |  |
|  | Jurassic Express (Jungle Boy e Luchasaurus) | Jurassic Express (Jungle Boy e Luchasaurus) | Pin            |                | Jurassic Express | Jurassic Express | 12:47  |        |  |
|  |                                             |                                             |                |                | Jurassic Express | Jurassic Express | 12:47  |        |  |
|  |                                             |                                             | Lucha Brothers | Lucha Brothers | Pin              |                  |        |        |  |
|  | Varsity Blonds                              | Varsity Blonds                              | Lucha Brothers | Lucha Brothers | Pin              | 8:58             |        |        |  |
|  | Varsity Blonds                              | Varsity Blonds                              |                |                |                  |                  |        |        |  |
|  | Lucha Brothers                              | Lucha Brothers                              | Pin            |                |                  |                  |        |        |  |